# Dédalo (Schiff, 1901)
Die erste Dédalo der spanischen Marine war ein Flugzeugmutterschiff, entstanden durch den Umbau des deutschen Frachtschiffs Neuenfels. 1922 bis 1935 in Dienst, wurde sie 1925 mit ihren Flugzeugen erfolgreich gegen die  Rifkabylen in Spanisch-Marokko eingesetzt.

## Geschichte
Die spätere Dédalo lief am 22. Mai 1901 bei der Werft Wigham Richardson & Co. in Newcastle on Tyne vom Stapel. Der Neubau mit der Baunummer 375 erhielt den Namen Neuenfels und war für die Deutsche Dampfschifffahrts-Gesellschaft „Hansa“ in Bremen bestimmt.

### Der FrachterNeuenfels
Das Frachtschiff gehörte zu einer neuen Serie von Schiffen für den Ostindien-Dienst der Reederei. Die Werft von Wigham Richardson lieferte 1901 vier Schiffe dieser Serie, dazu kamen von 1901 bis 1903 noch drei weitere Schiffe von der Flensburger Schiffbau-Gesellschaft.
Die am 3. Oktober 1901 abgelieferte Neuenfels war das dritte Schiff der Serie. Das mit 5650 BRT vermessene Schiff hatte eine Tragfähigkeit von 8470 tdw. Es war 127,7 m lang, 16,8 m breit und hatte einen Tiefgang von 6,2 m. Angetrieben von einer 4-Zylinder-Vierfach-Expansionsmaschine der Bauwerft von 2200 PSi erreichte die Neuenfels 11 kn. Namensgeber des Schiffes war die Burg Neuenfels am Schwarzwaldrand zum Rheingraben.
Die neuen, für den Ostindiendienst gebauten Schiffe kamen auf den verschiedenen Linien der Bremer Frachtschiffsreederei zum Einsatz. 1914 war bei Beginn des Ersten Weltkriegs keines der sieben Schiffe in der Heimat. So wurden die Wildenfels und die Scharzfels 1914 in Australien, das Typschiff Argenfels in Saigon in Französisch-Indochina beschlagnahmt. Diese drei Schiffe kamen auf Seiten der Entente-Mächte als Transporter zum Einsatz, wie ab 1916 auch die Marienfels und die Lichtenfels durch den Kriegsbeitritt Portugals, die 1914 in Mormugoa Zuflucht gefunden hatten. Die Marienfels wurde als portugiesische Diu 1917 durch das deutsche U-Boot U 57 versenkt.
Die Schönfels verbrachte den Krieg im neutralen Sabang in Niederländisch-Indien, musste aber 1919 an Großbritannien ausgeliefert werden.
Die Neuenfels hatte 1914 im spanischen Vigo Zuflucht gefunden. Vor dem Kriegsende 1918 begann die spanische Regierung Verhandlungen mit dem Deutschen Reich wegen einer Entschädigung für spanische Schiffsverluste insbesondere durch den U-Boot-Krieg und beschlagnahmte schließlich sechs in spanischen Häfen aufliegende deutsche Schiffe. Die Neuenfels wurde am 22. Oktober 1918 als Espana No.6 übernommen.

### Umbau zum Flugzeugmutterschiff
Im September 1921 wurde das Schiff der Spanischen Marine übertragen. Ab November 1921 wurde es in Barcelona bei der Werft „Talleres Nuevo Vulcano“ zu einem Flugzeugmutterschiff umgebaut. Die Aufbauten wurden verändert und Einsatzbereiche für Luftfahrzeuge geschaffen.  Das Vorschiff erhielt einen großen Hangar unter Deck, wo zwei Fesselballons oder ein Halbstarres Luftschiff vom italienischen Typ SCA (1500 m³, 39,3 m lang) Platz finden sollten. Für die Sicherung derartiger Luftschiffe wurde am Bug ein Haltemast aufgestellt. Dazu erhielt das Schiff eine Anlage, um Traggas für die Ballons und Luftschiffe zu erzeugen.

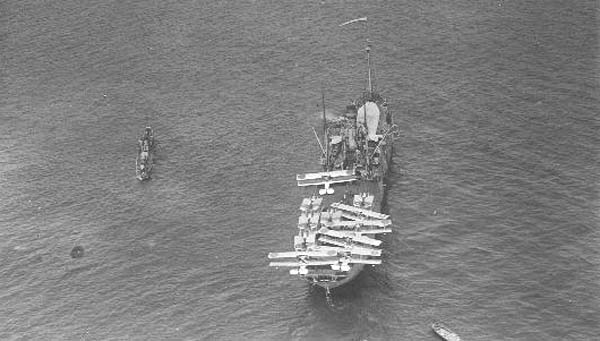
Einsatz der Dédalo bei Alhucemas

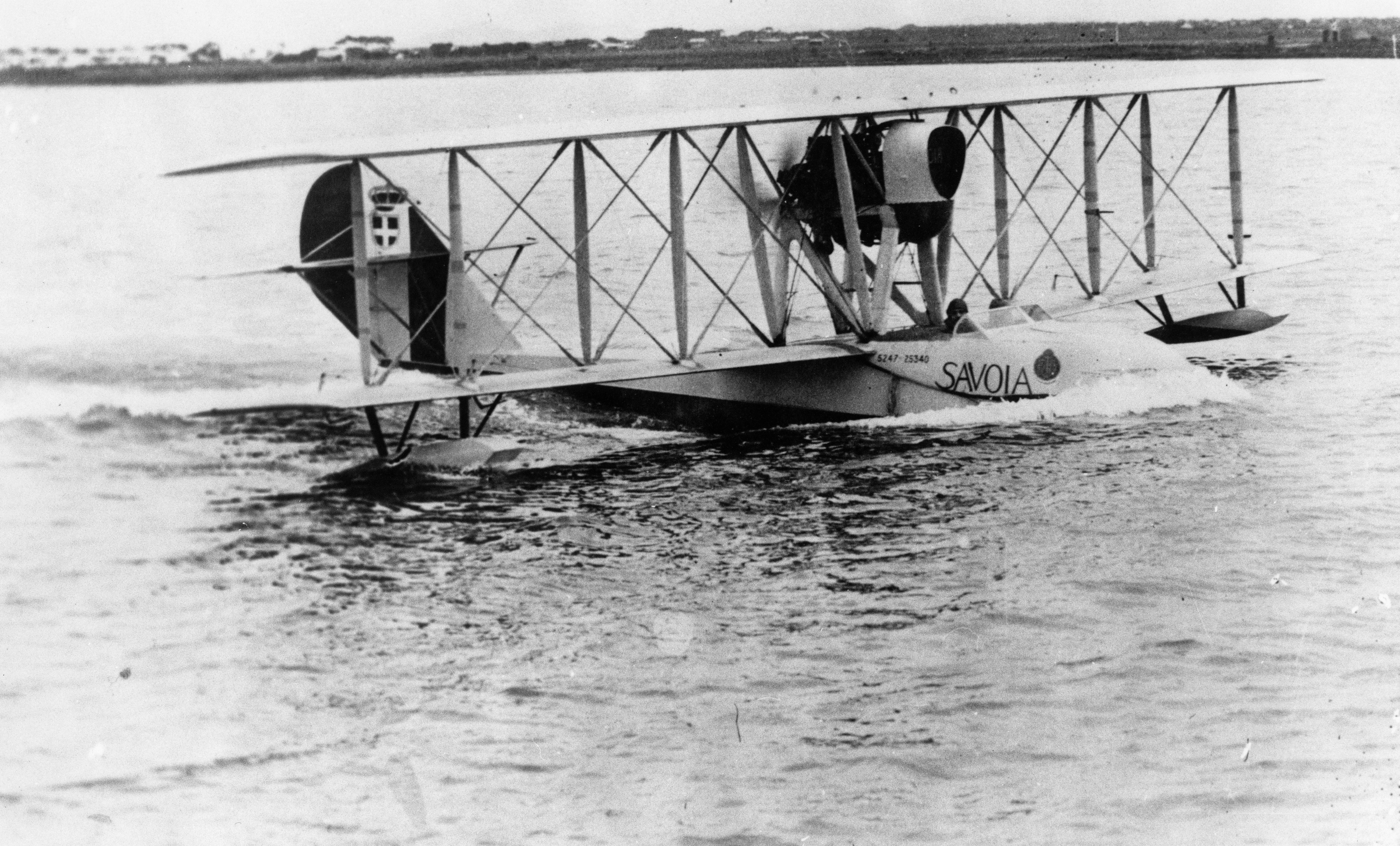
Eine Savoia S.16

Das Achterschiff erhielt auch einen Hangar, in dem Seeflugzeuge mit beigeklappten Tragflächen abgestellt werden sollten; ein Fahrstuhl wurde installiert, um sie an Deck zu bringen. Das Oberdeck war auf 60 m Länge als Abstellfläche für Flugzeuge ausgebaut und hier sollten 12 Maschinen Platz finden. Der Einsatz der Flugzeuge erfolgte vom Wasser aus, die mit einer Krananlage an der Rückseite des Deckshauses mit zwei hohen Masten nebeneinander ausgesetzt und wieder an Bord genommen werden konnten.
Als Bewaffnung wurden zwei 10,5 cm/L35-Kanonen Modell 1897 am Bug eingebaut und am Heck dazu noch zwei 5,7 cm-Nordenfeldt-Flugabwehrgeschütze.

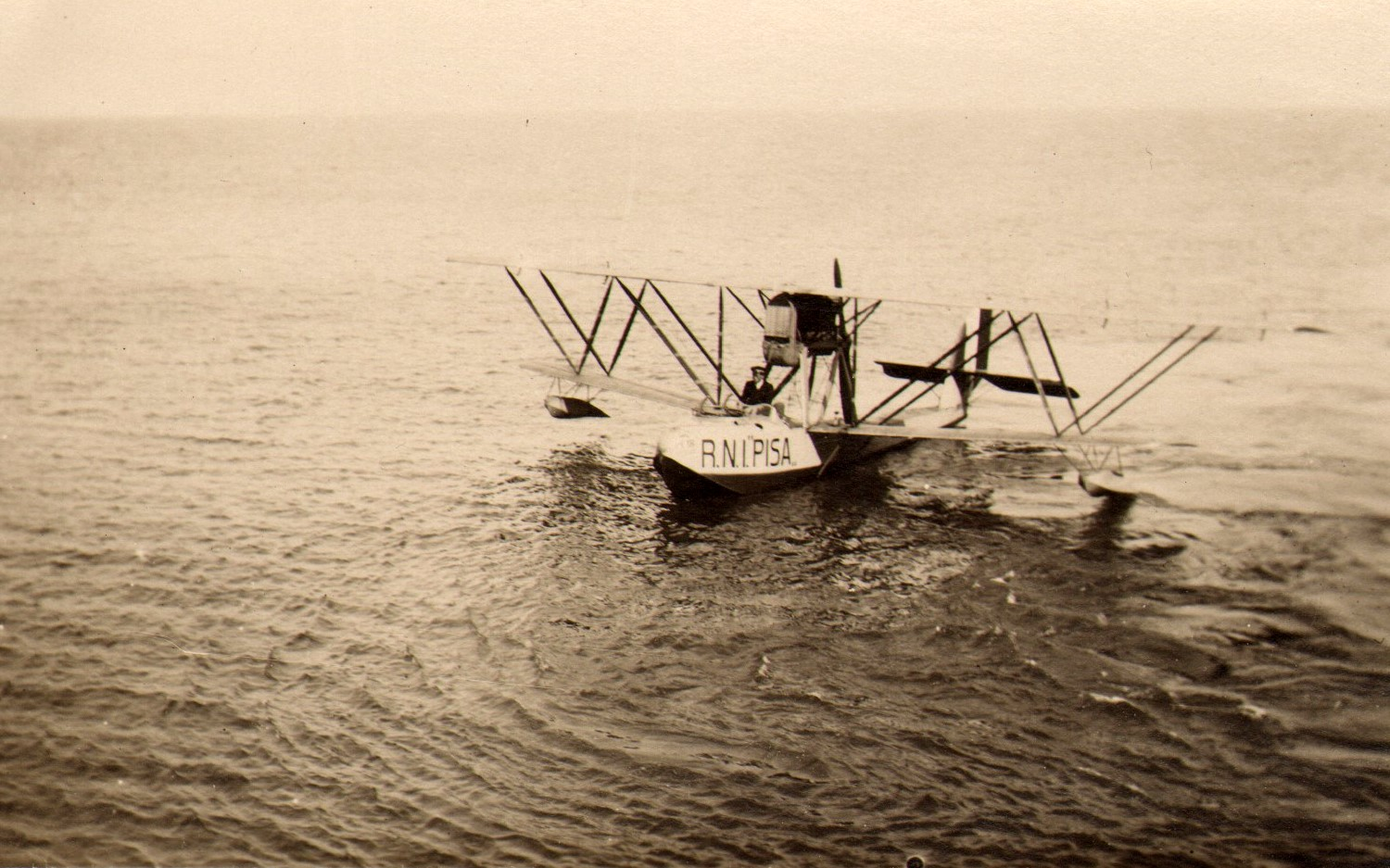
Eine Macchi M.18

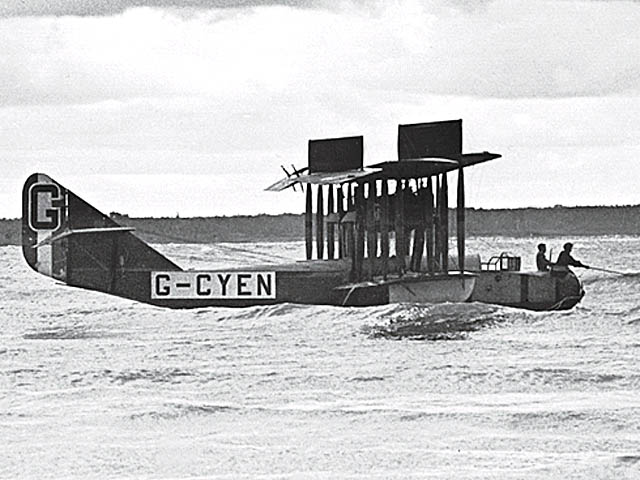
Eine Felixstowe F.3

Am 1. Mai 1922 erfolgte die Indienststellung des Schiffes als Dédalo.
Die Erstausstattung bestand aus vier Savoia S.16 und fünf Savoia S.16bis sowie fünf Macchi M.18-Flugbooten und zwei Ballons. Dazu standen fünf Felixstowe F.3, eine Parnell Panther und vier Savoia S.13 sowie zwei SCA-Prallluftschiffe für weitere Tests zur Verfügung.
1924 entstand mit der Supermarine Scarab eine Militärversion Supermarine Sea Eagie für die spanischen Marineflieger. Dieser Typ hatte einen abweichenden Rumpf. Der Pilot saß in einem offenen Cockpit im Bug, dahinter ebenfalls in offenen Ständen der MG-Schütze und der Funker/Navigator/Bombenschütze, die auch noch eine geschlossene Rumpfkabine hatten. Im Rumpf befand sich eine drehbare Bombenkammer für zwölf 22-kg-Bomben. Unter den Tragflächen befanden sich weitere Aufhängungen für vier 45-kg-Bomben. Die Tanks waren aus dem Rumpf in die oberen Tragflächen verlegt worden. Von den zwölf bestellten Maschinen ging eine schon bei den Tests in Großbritannien verloren. Die aus Spanien zur Überführung entsandte Dédalo konnte durch ihre Luken die Maschinen nicht im Laderaum stauen und transportierte sie daher alle an Deck. Auf der Rückfahrt geriet sie in der Biskaya in einen schweren Sturm, in dem sieben Maschinen erheblich beschädigt wurden. Die unbeschädigten Maschinen wurden bei der Ankunft in Spanien sofort nach Marokko entsandt, um im Rifkrieg gegen die Kabylen eingesetzt zu werden.

### Einsatz derDédalo
1925 wurde die Dédalo vor die marokkanische Küste entsandt, um die Aktionen der spanischen Streitkräfte gegen die Rifkabylen zu unterstützen. Am 8. September 1925 gehörte sie zu den spanischen Marineeinheiten, die die spanisch-französische Landung bei Alhucemas unterstützten. Ihre Flugzeuge wurden zur Unterstützung der Landungstruppen eingesetzt. Die unbeschädigten Supermarine Scarab und die Macchi M.18 bombardierten Stellungen der Einheimischen unter Abd el-Krim. Da die Seeflugzeuge hauptsächlich taktische Unterstützung der Landungstruppen leisteten, gehörten sie wohl nicht zu den Einheiten, die Senfgas abwarfen. Allerdings soll die Landung auch massiv mit dem Einsatz des Giftgases unterstützt worden sein.
- Siehe Chemiewaffeneinsatz im Rifkrieg

Der Einsatz der Dédalo bei Alhucemas war der erste Einsatz eines Flugzeugträgers bei einer amphibischen Landungsoperation.

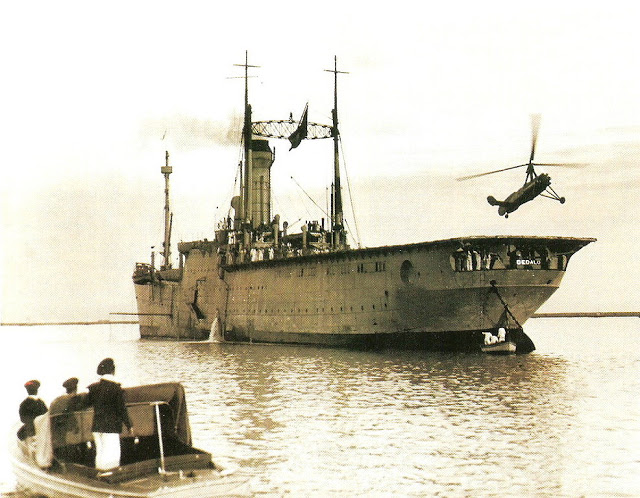
Start des Cierva-Autogiros von der Dédalo, 7. März 1934

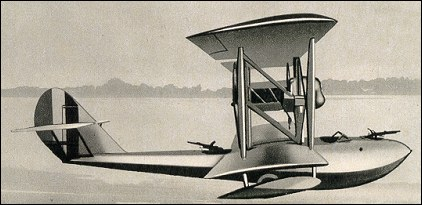
SIAI SM.62 Aufklärungsflugboot

Die Dédalo wurde 1928 nochmals intensiv bei einem Flottenmanöver eingesetzt. Die eingesetzten Maschinen waren elf Macchi M.18. In Spanien in Lizenz gebaute Savoia-Marchetti S.62 wurden auch von der Dédalo eingesetzt, die später alle von an den Küsten stationierten Staffeln eingesetzt wurden. Die Dédalo gehörte ab April 1931 Republikanischen Marine.
Am 7. März 1934 landete Juan de la Cierva, der Erfinder des Autogyros, mit seinem Model C.30  (Luftfahrzeugkennzeichen G-ACIO) auf der Dédalo vor Valencia; eine halbe Stunde später startete er vom hinteren Deck nach nur 24 m Startstrecke. Erstmals war ein rotorgetriebenes Luftfahrzeug auf einem Schiff gelandet und gestartet. Schon die 1922 auf der Dédalo getestete Parnell Panther war als Radflugzeug auf dem Deck des Schiffes getestet worden, da der Typ zu sehr kurzen Starts und Landungen fähig war. Aber die Aufbauten des Schiffes erzeugten zu viel Turbulenz, um einen sicheren Betrieb der Panther zu garantieren.
Ende 1935 wurde die Dédalo außer Dienst gestellt und im April 1936 aus der Flottenliste gestrichen. Am 18. Juli 1937 versenkten deutsche Flugzeuge der Legion Condor bei der Unterstützung der Nationalisten im Spanischen Bürgerkrieg das nicht mehr aktive Schiff. 1940 wurde die Dédalo gehoben und in Valencia verschrottet.